# Teodomiro Rengel
Teodomiro Rengel Huanca (Ocobaya, Chulumani, La Paz, Bolivia; 1942) es un politólogo, ex diputado suplente y político boliviano. Fue también por un breve tiempo, candidato a la Vicepresidencia de Bolivia por el partido Unión Social de los Trabajadores de Bolivia (USTB) en las Elecciones presidenciales Bolivia de 2005 hasta su renuncia a su candidatura, faltando apenas días antes de las elecciones.

## Biografía
Teodomiro Rengel nació el año 1942 en la localidad de Ocobaya (en el municipio de Chulumani) en la provincia Sud Yungas del Departamento de La Paz. Es politólogo de profesión. En 1979, Teodomiro Rengel fue uno de los fundadores de la Confederación Sindical Única de Trabajadores Campesinos (CSUTCB) junto al histórico líder Genaro Flores.

### Vida política
El año 2005, Teodomiro Rengel, fue por un breve tiempo, candidato a Vicepresidente de Bolivia en las Elecciones presidenciales Bolivia de 2005 por el partido Unión Social de los Trabajadores de Bolivia (USTB), pero faltando apenas algunos días para las elecciones, Teodomiro Rengel renunció a su candidatura poniendo en su reemplazo a Julio Antonio Uzquiano.
El 8 de noviembre de 2018, Rengel anunció su candidatura por el partido del Movimiento Nacionalista Revolucionario (MNR) para las Elecciones primarias de Bolivia de 2019.